# Ashigaru
Ashigaru (japanska: 足軽, ordagrant lätta fötter) var i äldre tider den lägsta rangens fotsoldater i den japanska armén. Mycket länge var ashigaru inkallade bönder, men när Japan under Edoperioden övergick till ett system med en yrkesarmé kom de att upphöjas till den lägsta rangen av samurajer.